# Reopening the Gates
Reopening the Gates è il quinto album in studio del gruppo musicale epic metal statunitense Omen, uscito nel 1997.

## Tracce
1. Dead March – 4:02
2. Uneven Plow – 3:04
3. Chained – 3:14
4. Rain Down – 4:51
5. Reopening the Gates – 4:58
6. Everything – 4:50
7. Well Fed – 4:03
8. Crushing Day – 4:19
9. Saturday – 5:16
10. Into the Ground – 3:25

## Formazione
- Greg Powell - voce, chitarra
- Kenny Powell - chitarra
- Andy Haas - basso
- Rick Murray  - batteria